# Cancel The Apocalypse
Vous pouvez aider à l'améliorer ou bien discuter des problèmes sur sa page de discussion.
- Il ne s’appuie pas, ou pas assez, sur des sources secondaires ou tertiaires. (Marqué depuis octobre 2022)
- Son texte doit être wikifié : il ne correspond pas à la mise en forme Wikipédia (style, typographie, liens internes, liens entre les wikis, etc.). (Marqué depuis octobre 2022)
- Son ton est trop promotionnel ou publicitaire, voire hagiographique. Le texte doit adopter un ton neutre et encyclopédique. (Marqué depuis octobre 2022)

- Archive Wikiwix
- Bing
- Cairn
- DuckDuckGo
- E. Universalis
- Gallica
- Google
- G. Books
- G. News
- G. Scholar
- Persée
- Qwant
- (zh) Baidu
- (ru) Yandex
- (wd) trouver des œuvres sur Wikidata

Cancel The Apocalypse est un groupe de Post-metal acoustique français, originaire de Toulouse, Occitanie et Bordeaux, Nouvelle Aquitaine.

## Biographie
Audrey Paquet et Arnaud Barat sont diplômés du Conservatoire de Bordeaux, spécialisés en musique classique.
Lors du concert de Metallica aux Arènes de Nîmes, ils remarquent la prestation vocale du chanteur de My Own Private Alaska en première partie de Metallica. Matthieu Miegeville deviendra ainsi le chanteur du groupe, accompagné d’une autre figure de la scène française : Karol Diers de Gorod, à la batterie.

### Our Own Democracy (2016)
Le premier album se compose entre Toulouse et Bordeaux. Matthieu pose sa voix sur la musique crée par Arnaud et Audrey.
Production de leur premier clip Candlelight, le single de l'album, lancé en exclusivité sur Télérama.
Il rencontre un grand sucès, est joué de nombreuses fois en France à la Maroquinerie par exemple, et en Allemagne jusqu’au gigantesque Fusion Festival.

### Terminus Stairway (2022)

#### Production
« Terminus Stairway » est enregistré entre décembre 2021 et février 2022 dans les studios Budstudio et masterisé en mars de la même année par Globe Audio Mastering .
Le lancement se fera en 2 temps. D'abord un clip teaser "I Should Never Have a Stop" lancé par leur label finlandais Inverse Records, puis le single de l'album "Where is Soledad".

#### Réception
L'album est globalement très bien reçu par la presse spécialisée (metal obs',rockmadeinfrance, French-metal...).

## Membres

### Membres actuels
- Matthieu Miegeville - Voix, guitare (depuis 2016)
- Karol Diers - Batterie (depuis 2021)
- Audrey Paquet - Violoncelle (depuis 2016)
- Arnaud Barat - Guitare et piano (depuis 2016)

### Anciens membres
- Helios Mikhaïl - Batterie (2016-2021)
- Jérémie Cazorla - Batterie (2016)

## Discographie

### Apparitions et collaborations
- Matthieu (chant) est également chanteur des groupes Agora Fidelio, My Own Private Alaska.
- Matthieu (chant) a collaboré avec Hypno5e sur le titre The Hole de leur album Des deux l'une est l'autre.
- Karol Diers (Batterie) est aussi le batteur de Gorod.

### Récompenses et distinctions
- Télérama note l'album "Our Own Democracy" fff (19-25 Nov. 2016 – Issue # 3488)
- LES TRIOMPHES DU METAL FRANÇAIS 2022, vainqueur dans la catégorie Intense.